# فهرست پرچم‌داران کاروان ارمنستان در المپیک
در زیر فهرست پرچم‌داران کاروان ارمنستان در بازی‌های المپیک (ارمنی: Օլիմպիական խաղերում Հայաստանի դրոշակակիրների ցանկ; انگلیسی: List of flag bearers for Armenia at the Olympics) آورده شده‌است در مراسم افتتاحیه بازی‌های المپیک تابستانی و زمستانی، کاروان کشورهای شرکت‌کننده در بازی‌ها در پس پرچم‌دار کشور خود رژه می‌روند.
| #  | سال رویداد | فصل      | پرچم‌دار            | ورزش                 |
| -- | ---------- | -------- | ------------------ | -------------------- |
| ۱۳ | ۲۰۱۸       | زمستانی  | Mikayel Mikayelyan | Cross-country skiing |
| ۱۲ | ۲۰۱۶       | تابستانی | واهان مخیتاریان    | شنا                  |
| ۱۱ | ۲۰۱۴       | زمستانی  | سرگئی میکائیلیان   | Cross-country skiing |
| ۱۰ | ۲۰۱۲       | تابستانی | آرمن یرمیان        | تکواندو              |
| ۹  | ۲۰۱۰       | زمستانی  | آرسن نرسیسیان      | اسکی آلپاین          |
| ۸  | ۲۰۰۸       | تابستانی | آلبرت آزاریان      | ژیمناستیک هنری       |
| ۷  | ۲۰۰۶       | زمستانی  | Vazgen Azrojan     | اسکیت نمایشی         |
| ۶  | ۲۰۰۴       | تابستانی | آلبرت آزاریان      | ژیمناستیک هنری       |
| ۵  | ۲۰۰۲       | زمستانی  | Arsen Harutyunyan  | اسکی آلپاین          |
| ۴  | ۲۰۰۰       | تابستانی | Haykaz Galstyan    | کشتی فرنگی           |
| ۳  | ۱۹۹۸       | زمستانی  | Alla Mikayelyan    | Cross-country skiing |
| ۲  | ۱۹۹۶       | تابستانی | آغوان گریگوریان    | وزنه‌برداری           |
| ۱  | ۱۹۹۴       | زمستانی  | Arsen Harutyunyan  | اسکی آلپاین          |